# Biosteres bremeri
Biosteres bremeri är en stekelart som först beskrevs av Simon Bengtsson 1926.  Biosteres bremeri ingår i släktet Biosteres och familjen bracksteklar. Inga underarter finns listade.